# Régiment de Bourbon
Pour les articles homonymes, voir Régiment de Bourbon (homonymie).
Le régiment de Bourbon est un régiment d'infanterie du royaume de France devenu sous la Révolution le 56e régiment d'infanterie de ligne.

## Création et différentes dénominations
- 8 juillet 1635 : création du régiment d'Enghien
- 1650 : cassé une première fois
- 1651 : rétabli une première fois
- 1651 : cassé une seconde fois
- 1659 : rétabli une seconde fois
- 28 décembre 1686 : renommé régiment de Bourbon
- 1er janvier 1791 : renommé 56e régiment d'infanterie de ligne

## Colonels et mestres de camp
- 8 juillet 1635 : N. de La Robertière
- 26 février 1651 : François Sidrac de Chambellay
- 26 octobre 1667 : N. de Saint-Lary, marquis de Termes
- 8 avril 1672 : Charles Guillaud de La Mothe
- 1684 : N. Le Breton, marquis de Villandry
- 1690 : N., marquis de Vieuxpont
- 4 novembre 1690 : Guillaume Alexandre, marquis de Vieuxpont, frère du précédent, brigadier le 29 juillet 1702, maréchal de camp le 26 octobre 1704, lieutenant-général le 29 mars 1710, † 13 février 1728
- 26 octobre 1704 : N., comte de Vieuxpont
- 24 mars 1705 : Guy Claude Rolland, comte de Montmorency-Laval, brigadier le 29 mars 1710, maréchal de camp le 1er février 1719, lieutenant-général le 1er août 1734, maréchal de France en 1747, † 14 novembre 1751
- 6 mars 1719 : Aimery de Cassagnet de Tilladet, marquis de Fimarçon, brigadier le 1er août 1734, maréchal de camp le 1er janvier 1740, lieutenant-général le 1er janvier 1748, † avril 1760
- 21 février 1740 : René, comte de La Tour du Pin-La Charce, brigadier le 20 mars 1747, † 1762
- 21 mai 1748 : François de Retournac, comte de Vaux, brigadier le 23 février 1746, maréchal de camp le 10 mai 1748 mais déclaré en décembre, lieutenant-général le 17 décembre 1759
- 1er février 1749 : Michel Armand, marquis de Broc, brigadier le 15 octobre 1758, maréchal de camp déclaré en novembre 1761 par brevet expédié le 20 février 1761
- 30 novembre 1761 : Jean Henri, comte de Rabodanges
- 13 avril 1780 : René Jean, marquis de La Tour du Pin-Gouvernet
- 12 juin 1782 : Ignace de Beaufort-Montboissier, comte de Canillac
- 25 juillet 1791 : Pierre Louis Simon de Francval

## Historique des garnisons, combats et batailles du régiment
- 1636-1637- : début de la guerre de Dix Ans, invasion de la Franche-Comté, possession de la monarchie espagnole, sous le commandement du duc d'Enghien (le futur « Grand Condé » ). Siège de Dole puis de Lons-le-Saunier. Prise du château de Clerval dont les défenseurs sont passés au fil de l'épée[1].
- Guerre franco-espagnole et guerre de Trente Ans :
  - 1638 : passage de la Bidassoa et siège de Fontarrabie[1].
  - 1639-1642 : campagnes en Roussillon, prise de Salses et de Perpignan[2].
  - 1644-1646 : campagne en Luxembourg et sur le Rhin[3].
  - 1647 : siège de Lérida[4].
  - 1648 : bataille de Lens[5].
  - 1650-1653 : pendant la Fronde, le régiment suit le parti du prince de Condé ; il est dissous, rétabli et de nouveau dissous ; il participe à la bataille du faubourg Saint-Antoine et doit capituler à Sainte-Ménehould[6].
- 1668 : conquête de la Franche-Comté[7].
- Guerre de Hollande :
  - 1672 : passage du Rhin[7] ;
  - 1673 : siège de Maastricht[7] ;
  - 1674 : conquête de la Franche-Comté et prise de Besançon[7] ;
  - 1675-1679 : campagnes dans les Pays-Bas espagnols et sur le Rhin[8].
- 1684 : siège de Luxembourg[9].
- Guerre de la Ligue d'Augsbourg :
  - 1688 : siège de Philippsbourg[10] ;
  - 1689 : conquête du Palatinat[11] ;
  - 1690 : siège de Saluces, le colonel de Vieuxpont est tué[12] ;
  - 1691 : siège de Nice, Villefranche, Montalban et Montmélian[12] ;
  - 1693 : combat de Boussu[13].

Le 30 décembre 1698, il absorbe le reste du régiment de La Mothe, créé en 1695.
- 1705 : siège de Nice
- 1734 : bataille de Colorno et bataille de San Pietro
- Guerre de Sept Ans :
  - 1758 : bataille de Saint-Cast[14] ;
  - 1761 : défense de Belle-Île-en-Mer, le régiment capitule avec les honneurs et est ramené sur le continent[15] ;

Lors de la réorganisation des corps d'infanterie français de 1762, le régiment conserve ses deux bataillons. 
L'ordonnance arrête également l'habillement et l'équipement du régiment comme suit :
Habit, veste et culotte blancs, parements, revers et collet rouges, doubles poches en long garnies chacune de neuf boutons en patte-d'oie, trois au parement, quatre au revers et quatre au-dessous et boutons blancs et plats, avec le no 39. Chapeau bordé d'argent.
29 officiers, sous-officiers et soldats de ce régiment sont morts aux États-Unis durant guerre d'indépendance des États-Unis.
En 1789 à Caen, une altercation oppose les soldats du régiment de Bourbon à des hommes du régiment d'Artois qui revenaient de la prise de la Bastille en arborant la cocarde tricolore : la caserne du régiment de Bourbon est encerclée par la foule, le major Henri de Belzunce est enfermé à la citadelle puis massacré par les émeutiers.

### Quartiers
- Béziers et Carcassonne[Quand ?][19]

## Équipement

### Drapeaux
6 drapeaux dont un blanc colonel, et 5 d’ordonnance, « bleux, rouges, feuilles mortes & noirs par oppoſition, & croix blanches » (Ordonnance du 8 janvier 1737).

Drapeaux d’ordonnance
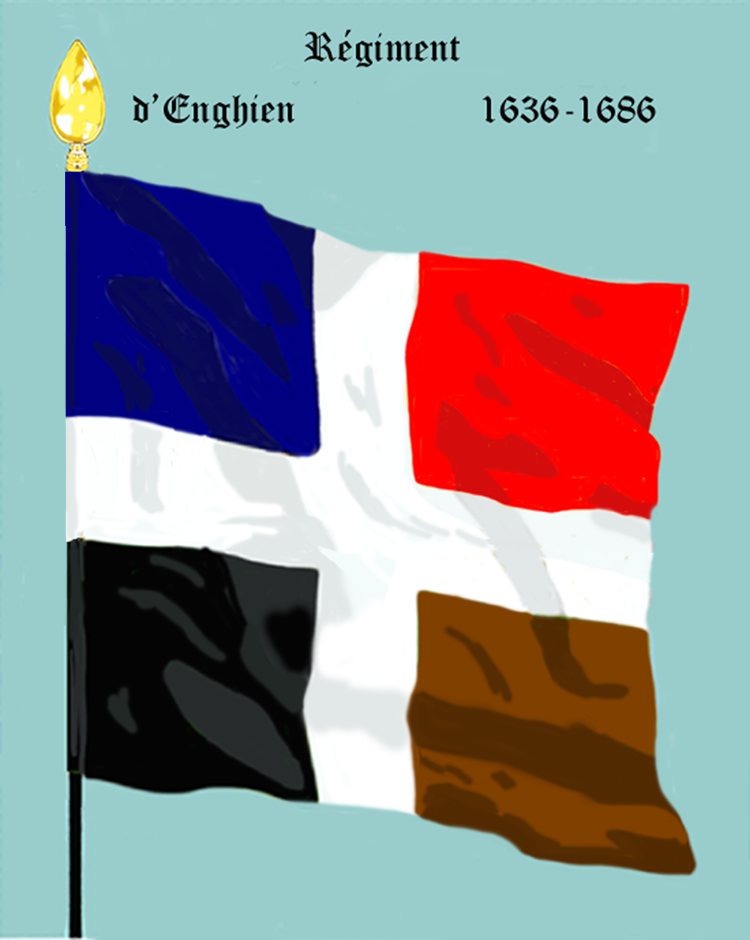
régiment d’Enghien de 1635 à 1650, en 1651 et de 1659 à 1686
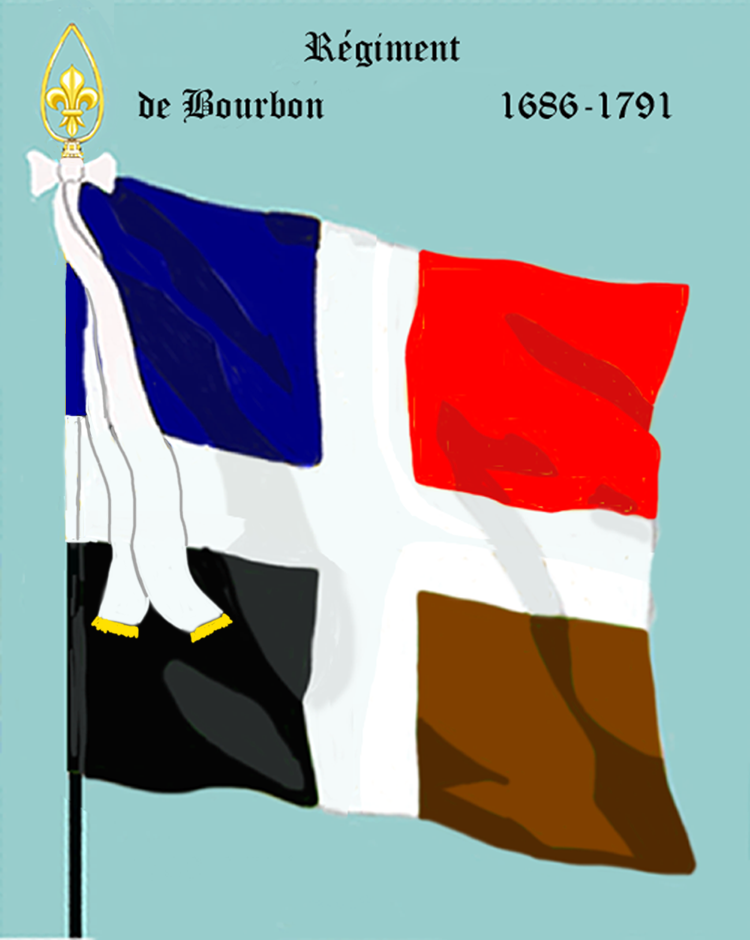
régiment de Bourbon de 1686 à 1791

### Habillement

Uniformes
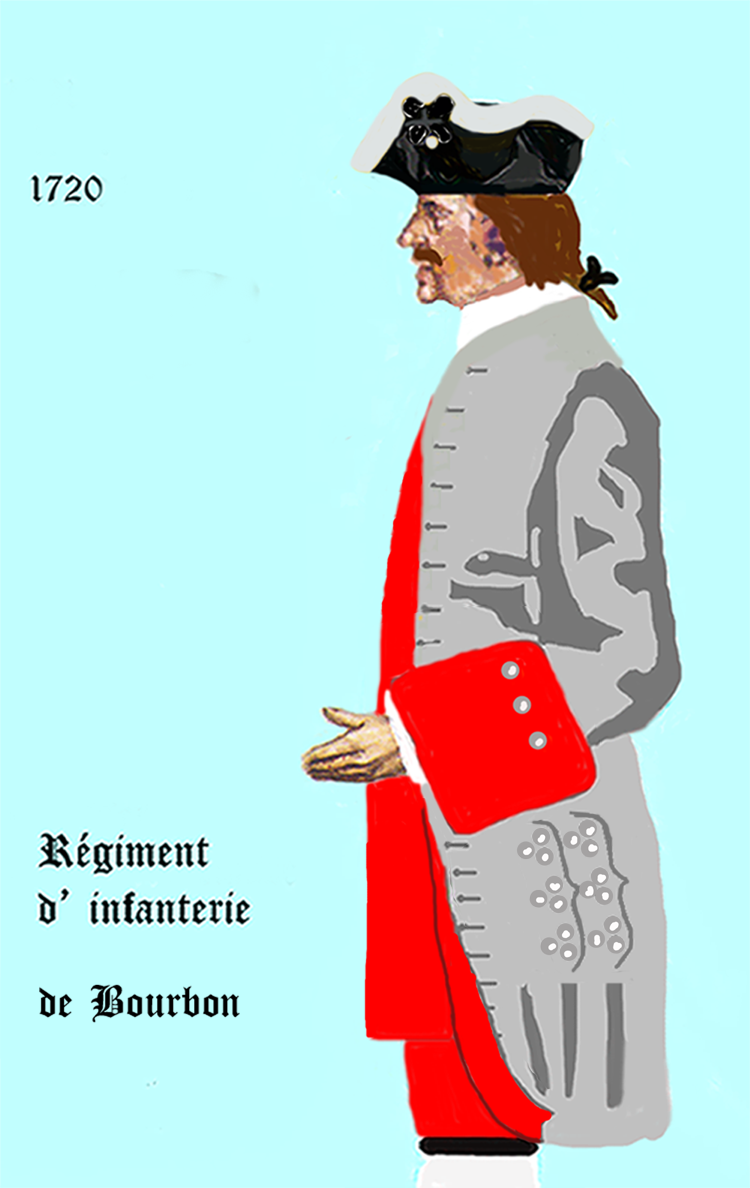
régiment de Bourbon de 1720 à 1734
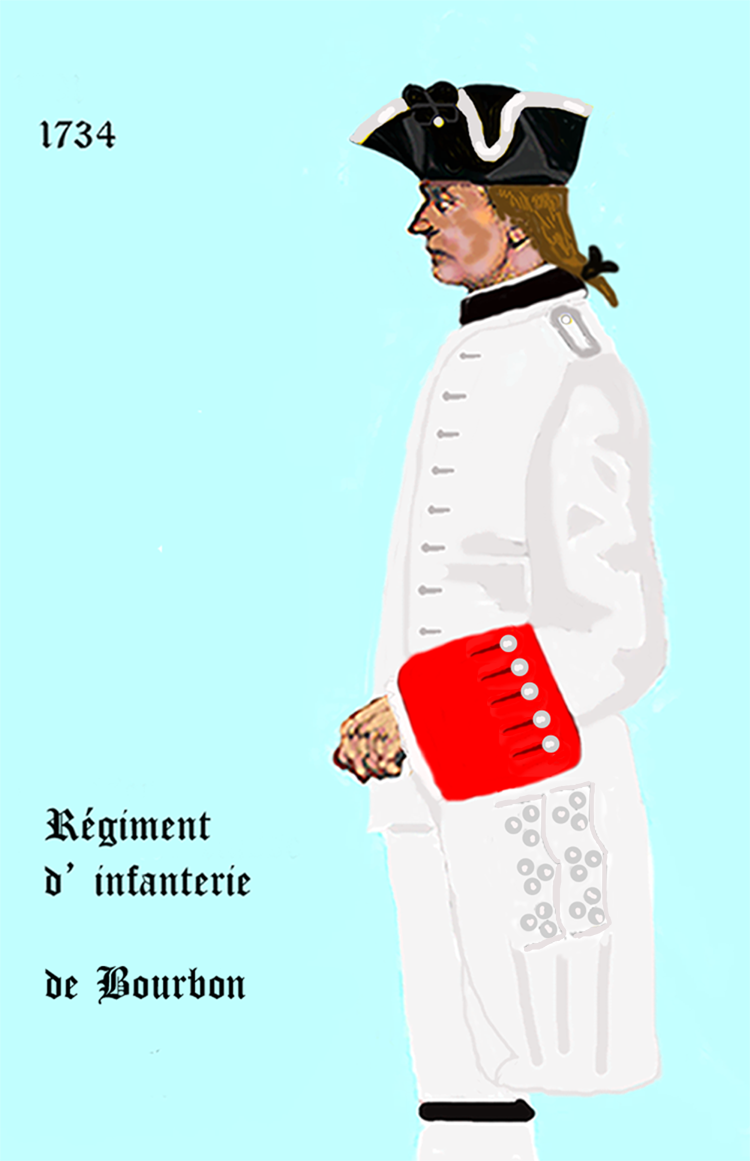
régiment de Bourbon de 1734 à 1757
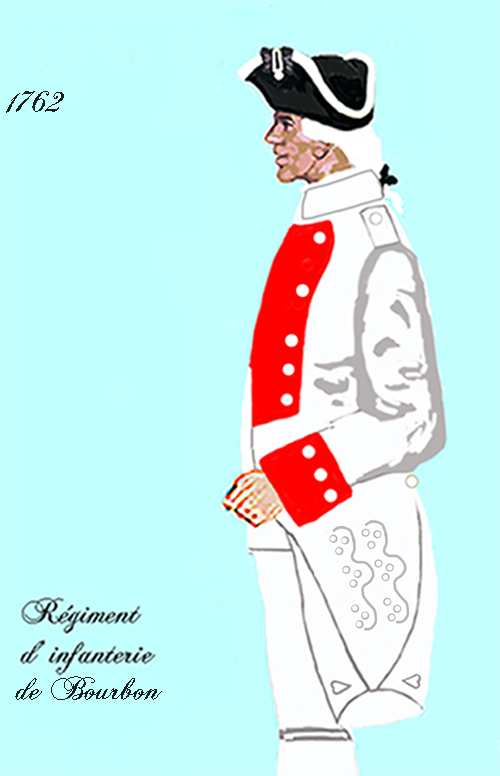
régiment de Bourbon de 1762 à 1776
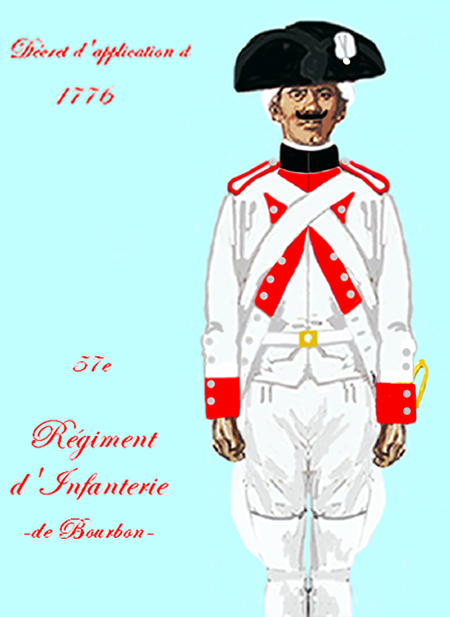
régiment de Bourbon de 1776 à 1779

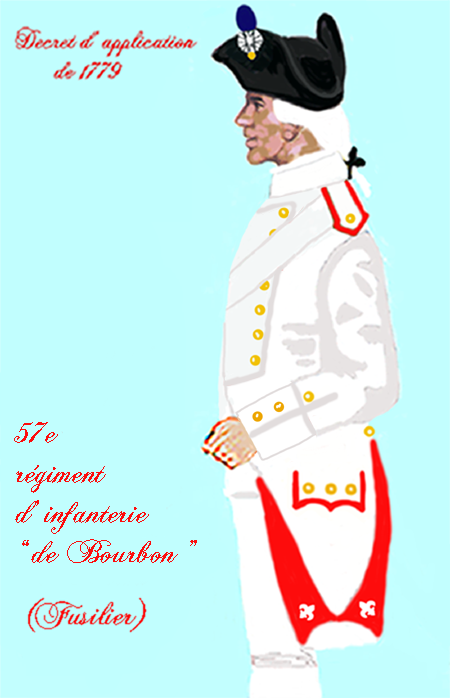
régiment de Bourbon de 1779 à 1791